# 丁丁歷險記
《丁丁历险记》（法語：Les Aventures de Tintin et Milou，舊譯作《天天歷險記》），是由比利时漫画家埃尔热創作的一套連環漫畫系列。該作品自1920年代問世以來，在歐洲广受欢迎。隨後更遍及世界各地，先后被翻译成七十多种文字，全球销量超过3亿册。
1926年，艾爾吉首次在杂志《比利时童子军》（Le Boy-Scout belge）上发表的《冒失鬼巡逻队长托托尔》就是《丁丁历险记》的前身。1929年1月10日丁丁和他的小狗米卢（又译作“白雪”）在比利时《小二十世紀》報上诞生。此后，漫画中又先后出现了许多重要的角色：包括新的男主角阿道克船长、侦探兄弟杜邦和杜庞，以及向日葵教授。
《丁丁历险记》系列漫画故事情节丰富，既有侦探故事、秘境探险，更有像是登陆月球等在当时看上去不可思议的科幻内容。绘画风格上，埃尔热擅长使用等粗线条、纯色块填充等技法，且不使用交叉线条，形成了独特的漫画风格，并因此广受赞誉。
漫画已先后多次被改编为电影、电视剧及戏剧。2011年，斯蒂芬·斯皮尔伯格及彼得·杰克逊合作将《丁丁历险记》改编为电影《丁丁歷險記：獨角獸號的秘密》，并取得巨大成功。

## 故事介紹
埃尔热创作《丁丁历险记》的灵感来源于丹麦作家和演员帕勒·哈尔德的环球旅行经历，当时年仅15岁的他44天环游了世界。
《丁丁》的漫画故事以冒险为主，辅以科学幻想的内容，内容幽默，同时倡导反战、和平和人道主义思想，在世界上非常著名。但是由于作者所处时代和环境（其早期作品一直发表在右翼报刊《二十世纪报》上，直到纳粹德国占领比利时该报停刊，又转投纳粹控制的报刊《晚报》）的限制，在他的早期作品中有一些涉嫌殖民主义，种族主义和猎杀动物的场面，在今天引起了争议。《黑岛》在1960年代曾经重新绘制。根据埃爾热的授权，法国在60年代曾经拍摄过两部独立于漫画之外的电影《丁丁和金羊毛》及《丁丁和蓝橘》，并结集出版。埃爾热工作室在70年代曾经创作过《丁丁在鲨鱼湖》。埃爾热去世後，根据他的遗愿，《丁丁》系列不再创作后续漫画。
《丁丁》的故事雖然已成為百年歷史，但時到今天仍然拥有相當的愛好者和纪念者，在欧洲，其系列漫画仍在不断重版之中。
動畫版早在1991年播放，由法國公司Ellipse Programmé及加拿大公司Nelvana Limited聯合製作。
海外方面，亞洲電視國際台於1995年曾經播放過英語版本，最初是於逢星期五晚上播出，並提供中文字幕，但是其後於日間重播則沒有提供中文字幕，至於粵語配音版本則延至2011年11月13日起才在收費頻道無綫兒童台首播。
中國大陸則直到2004年才由CCTV-6译制并播放，而台灣於同年在緯來兒童台（現改名momo親子台）開台試播時播映，兩年間多次重播（其後由於頻道合併播映權喪失，未曾再播映過）。

## 中文译本
- 香港版本由香港商務印書館出版。
- 台灣共有四種中譯本，先後由現代關係出版社、時報文化出版企業股份有限公司、臺灣商務印書館及天下雜誌出版社出版。目前現代關係出版社和時報文化的版本皆已絕版。
- 在中國大陸，1980年代，中國少年兒童出版社以連環畫方式出版了幾種《丁丁歷險記》，中国文联出版公司則以连环画方式出版过少數幾種作品以外的全套《丁丁历险记》，這是改革開放之初，中國大陆少見的在市場上銷售的正版外國漫畫、連環畫作品。2000年，中國少年兒童出版社重新出了一個版本。
  - 民國初期（1930-40年代左右）其一版本譯者為宋美齡[可疑]，並指定為良好兒童圖書，但歷經多次戰亂應已絕版。
  - 在台灣和大陸的譯本中，對畫冊均有加註文字，這些文字是原創作中所沒有的，原出版者也對這些多加的文字表示異議[2]。
  - 由於政治原因，陸港都未引進其中的《丁丁在蘇聯》一冊。

## 人物介紹

### 主要人物
- 丁丁（Tintin）

漫画的主人公，比利时记者。淡黄色头发，前额上方翘起一缕是其标志性的形象。丁丁几乎拥有人类一切的美好情操，他富于正义感和冒险精神，敢于同各种恶势力进行斗争，屡屡不顾生命危险营救他人；他身材瘦小却擅长格斗，在与形形色色的坏人的斗争中凭借自己的勇敢和机智总能化险为夷，最终战胜敌人。丁丁还是一位和平主义者，不惜一切代价阻止战争，对待失败的对手也充满宽容和人道。在漫画中丁丁展示了他出众的才能，如驾驶汽车、坦克、飞机、轮船，使用和维修无线电，游泳和骑马等。
Tintin在法語中的发音不是“丁丁”，而是类似“丹丹”。香港亞視國際台曾譯為「天天」。但《蓝莲花》一册中出现过一份日军判决其死刑的法汉双语公报，其中汉字明确写作“丁丁”。
- 米魯（法文：Milou，英文：Snowy）

又譯米卢、雪球、咪羅、白雪，是一隻白色的雪納瑞。可能是受哈達克船長影响，牠也会喝威士忌而且每次都可能喝醉。
米魯是漫画中重要的一个角色，虽然有些淘气，但对主人无比忠诚，多次协助丁丁完成任务，在危急关头挺身而出，拯救主人性命，战胜敌人。
台灣出版的《丁丁歷險記》共有三個版本，在台灣的第一版本為1980年代的Milou譯為米魯，之後第二版本為1995年代由時報出版，翻譯亦為米魯。第三版本由商務印書館出版，翻譯為米路。
- （法文：Capitaine Haddock，英文：Captain Haddock）

又譯，台灣第一版翻譯為哈多克船長，第二版翻譯為阿達客船長（祖先名字為法蘭西斯瓦·阿達客爵士），第三版本才譯為哈達克船長。退休的船长，是丁丁的好朋友。首次出現於《金钳螃蟹贩毒集团》，差點因為喝酒誤事。喜欢Loch Lomond牌威士忌，嗜酒如命而且经常喝醉，但表面上也是海员戒酒协会的重要人物。《金螯蟹》一集中，船長手下大副亞倫（Allan）總是將他灌醉，然後趁機做壞事。但在《金螯蟹》之後，船長雖然依舊愛喝酒，卻很少發生因酒誤事的情節了。
和许多水手一样，船长豪爽、勇敢、正直、疾恶如仇，对待朋友绝对忠诚，对待敌人从不妥协。第一次出现的船长似乎只是个嗜酒如命的废物捣蛋鬼，但之后就成为丁丁之后的第二主角。从本性上讲，船长并不是个喜欢冒险的人，买下祖先弗朗西斯·哈達克爵士的马林斯派克庄园（又译莫兰萨城堡）后，他一直向往着宁静安详的生活。但事与愿违，正义感和对朋友的责任感促使哈達克同丁丁一起参加了所有的冒险，足迹踏遍世界各地，甚至共同登上了月球。
哈達克的火爆脾气和略显鲁莽的行为给我们留下了丰富的笑料，其中最著名要属他发脾气时的奇特咒骂，例如「活见鬼」（中国文联出版公司版）、「放你千千萬萬個砲」、「该死的臭贝壳」、「瞎眼訊號」、「天打雷劈」、「该死的臭台风」(粵語電影譯作「打你個大風」)、「蒸汽压路机」、「胆小鬼」、「奴隶贩子」、「爛黃瓜（台灣中國時報《紅海盜的寶藏1》）」、「馬鈴薯害蟲」、「小膽鼠（台灣中國時報《紅海盜的寶藏1》）」、「餿米粉（台灣中國時報《紅海盜的寶藏1》）」、「阿爾卑斯山的超級大笨蛋（台灣中國時報版《紅海盜的寶藏2》）」、「縱火狂」等等。
另外，船長住的Château de Moulinsart，在台灣的譯名包括「慕蘭沙宅邸」和「穆蘭薩城堡」等，在大陆则译为莫兰萨城堡。英文版為Marlinspike Hall（马林斯派克庄园）。
- 杜邦和杜龐（法文:Dupont et Dupond，英文：Tomson and Thompson）

中文亦作，參照法文原名Dupont et Dupond，孪生兄弟侦探。最早出現於《丁丁在剛果》中，在一幅畫面中作爲背景人物出現，是《丁丁歷險記》中除丁丁和白雪以外，常駐人物中最早出現的。正式出場是在《法老的雪茄》中。一度追捕过受陷害的丁丁，后来成为挚友。Dupont和Dupond在法語中發音相同（末尾的輔音不發音），所以各個語言的版本都使用了讀音相似或相同、書寫有些許差別的名字。两人喜欢带着礼帽和绅士杖而同时出场，对话时又几乎永远在一起而互相补充，因此很难分清人物区别。唯一辨別他們倆的方法，就是杜邦（Dupond）的鬍子向上微翹，而杜龐（Dupont）則是直的。虽然正义感强烈，但两人办事糊涂，结果除了擅长制造麻烦，几乎从没有真正完成过多少好事。比如，他们每当需要伪装身份以潜入当地时，几乎必定都会打扮过度夸张而反而显得醒目，也常常不小心說溜嘴，洩漏任務內容。
台灣第一版翻譯為杜朋、杜本，時報版譯為都彭、都朋，商務印書館譯為杜邦德、杜邦特。
- 卡爾庫魯斯教授（法文：Professeur Tournesol，英文：Professor Calculus）

又譯向日葵教授、圖納思教授，大陸部分譯本譯作卡爾庫魯斯教授。
重聽的物理及天体学教授。首次出現於《红色拉克姆的宝藏》，向丁丁等人推销自己发明的鲨鱼形潜水艇，并不断误会船长对其的反感，最后反而加入了出海的队伍并顺便把船长在船上偷藏的酒全部换装成了自己的潜水艇零件。航海成功后，教授出资帮助船长收回了慕蘭薩，并从此成为《丁丁历险记》的一个重要角色。教授主持有相当多的发明，从充满玄学色彩的探测球到登月火箭等都有涉足，曾為了替丁丁和船長研究卯藥物成分而把慕蘭薩弄得面目全非，甚至也曾经因此成为政治势力抢夺的对象，他本人在生活中则相当糊涂，包括耳背而经常闹错（其實他有助聽器，但是似乎只在他和其他教授研究的重要時刻使用），尤其以和哈達克船长以及杜邦兄弟之间为甚。
在台灣第一版的翻譯為杜能說教授，取（不能說）的諧音，第二版採用為特里風·涂納思，第三版為圖納思。

### 其他人物
- 拉斯泰波波羅斯（Roberto Rastapopoulos）

又譯拉普洛斯，首次出現於《丁丁在美洲》。《丁丁历险记》中的大反派，在数个故事中都有登场，表面身份为彬彬有礼的电影大亨（甚至在《奇怪的雪茄》中伪装帮助过丁丁），但不久就逐渐暴露出毒品贩子的真实身份。尽管每次都以被丁丁挫败而收场，但仗着“坏蛋活千年”，这位大鼻子匪首总能总能死里逃生东山再起，他是丁丁最难缠的对手之一，和他的斗争也贯穿了全故事系列的主线。他的结局是被外星生物带入不明飞行物而失踪，但是他在《丁丁与字母艺术》中他以一个邪教教主和假艺术品贩子的身份出现(改名為Endaddine Akass)，并试图将丁丁做成一个名为“凯撒”的膨胀雕塑，使得丁丁在这部未完成作品中留下了他的生死悬念。
- 內斯特（Nestor）

時報版譯為奈士特，台灣第一版譯為倪斯陶，哈達克船長的管家，几乎是独自一人管理着马林斯派克大厅（其他仆人從未登場）。他在《独角兽号的秘密》裏初次出场时，是作为伯德兄弟的手下和丁丁等人敌对，不过认清旧主人的真面目后，他便開始為哈達克船長忠心服务。
- 阿卡扎將軍（General Alcazar）

阿卡扎将军是丁丁的朋友，也是虚构的香蕉共和国圣狄奥多罗斯的一位军事独裁者。他与其国内的主要竞争对手塔皮奥卡将军之间展开了一场无休止的权力斗争，两人不停地重复着政变与反政变。他们都声称对该国具有合法领导权，并相继在掌权后以自己的名字重新命名首都。阿卡扎曾在《破损的耳朵》中控制了洛斯多皮科斯的总统府，当时他任命即将被处决的丁丁为他的副官，但接着又被崔克勒先生说服后下令逮捕丁丁。在《七个水晶球》系列中，阿卡扎已经失去了权力，被迫流亡到欧洲成为一个马戏团的飞刀杂技演员，艺名为“拉蒙·萨拉特”（Ramón Zarate）。之后在《红海鲨鱼》篇章中，丁丁发现他通过非法军火交易从道森局长那里秘密购买军火。最后在《丁丁与流浪汉》的故事中，阿卡扎已经返回了他的国家，并与一位名叫哈里丹的强势女人结婚，他正在领导游击队在热带雨林中进行着反抗塔皮奥卡将军的游击战争。丁丁虽然对他的革命事业不感兴趣，但仍想方设法协助阿卡扎重新掌权，以解救被塔皮奥卡将军监禁的卡尔库鲁斯教授等友人。最终阿卡扎领导的革命队伍成功推翻了塔皮奥卡政权，从而再度掌控了圣狄奥多罗斯，但有人认为他的统治事实上与塔皮奥卡政权并没有什么不同。
阿卡扎将军的历史原型参照了古巴革命领袖菲德尔·卡斯特罗，而卡斯特罗与阿卡扎这两个名字都具有着相同意思的词根。阿卡扎将军的名字来源于西班牙语单词“Alcazar”（词语本身源自阿拉伯语，由拉丁语中借用），其意義為坚固的宫殿且经常被用于艺术表演的场所。
法国广播电视曾经于1959年至1963年期间播出了近500集的《丁丁历险记》广播系列节目，该系列由Nicole Strauss与Jacques Langeais制作，并在France Inter播出。阿卡扎将军这一角色随后由维克托·维亚配音。法国椭圆动画制作公司和加拿大的内尔瓦娜动画在1991年联合制作的动画连续剧《丁丁历险记》中，阿卡扎则由喜剧演员米歇尔·古汀负责配音。
- 碧安卡·卡斯塔菲歐蕾（Bianca Castafiore）

又譯卡絲塔菲果女士、畢安卡女士，来自意大利米兰斯卡拉剧院的女歌唱家。人称“米兰的夜莺”，唯一一位在丁丁系列中出现频率最高的极富个性的女性。首次出现于《奥圖卡王的权杖》。以演唱歌剧《浮士德》中的咏叹调《珠宝之歌》而闻名于世。是丁丁和船长的好友，但始终弄不清楚船长的名字，曾于《向日葵教授綁架案》中帮助丁丁一行逃离险境。但其经常的不请自来令船长头痛不已，一度还曾经传出过与船长的绯闻。作者似乎不是歧视女性，而是作为童子军，通过这位女士，向外传达一种对女性敬而远之的处世态度。
- 斯龐茲上校（Colonel Sponsz）

波杜里亞斯卓霍德秘密警察局（ZEP）局长，首次出現於《圖納思案件》，负责把卡爾庫魯斯教授軟禁為波杜里亞製造超聲波武器，後被丁丁與阿道克船長救回教授；於《丁丁與流浪漢》再次出現，作为塔皮奧卡将军的技術顧問。後因阿爾卡札政變成功，被丁丁建議其自我放逐。
- 小張／张充仁（Tchang）

在某些版本的漫画里音译成张仲仁，在《丁丁在西藏》中他寄給丁丁的信中署名則是張仲文，是丁丁的中国朋友。原型是作者艾爾吉绘画《蓝莲花》时候为收集中国材料而结识的中国学生。张充仁当时为布鲁塞尔皇家美术学院的高级油画和雕塑系学生，充满了爱国情操和和平主义、人文主义。当时整个欧洲对中国的了解非常的少，几乎没有关于中国的消息新闻和专门的时事分析。张氏為艾爾吉详细介绍了中国的各个方面的知识，艾爾吉从而了解到了神秘的远东世界，成为当时较为早的为欧洲介绍当时中国情形的人之一。揭示了日本在远东的野心。二人由此结下了一段深厚的友谊。
战后两人彼此失去联系。艾爾吉非常思念他的中国朋友。20世纪70年代画成了《丁丁在西藏》，描述了丁丁寻找张氏的故事，當時艾爾吉曾拿張充仁的外文名「Tchang Tchong-Jen」詢問中華民國駐比利時使館的秘書，那位秘書依音寫了「張仲仁」三字，因而在《丁丁在西藏》畫冊中第三十頁一塊大石上刻有「張仲仁」的中文名。1975年，艾爾吉重新得到了张氏的联系。1981年张氏受到艾爾吉的邀请访欧（當时艾爾吉先生已经重病在身）。张氏访欧3个月，寓居艾爾吉家。两年后艾爾吉去世。这一段往事成为中比两国的友情佳话。
至於在故事內的小張，就是先在《藍蓮花》中遇溺後被丁丁救回，其後身無分文的他就跟著丁丁對抗平野松成，其後被龍子會的領袖黃仁傑收養。之後小張一家在《丁丁在西藏》移居至香港，他原定前往歐洲探望丁丁，卻遇到空難被雪人救回並被隱藏，而丁丁就在被他人認為小張早就死去的情況下依然決定找回他，結果小張獲救。在《綠寶石失竊案》最後提及小張移民至英國，任職倫敦的古董店。
- 穆罕默德·本·卡利斯·挨扎布（Mohammed Ben Kalish Ezab）

中东國家海默德酋长，主要出现于《黑金之国》和《红海鲨鱼》，由于握有大量石油资源而成为外国势力干预的目标，因此也面临受其扶植的国内反对者的压力，一度将宠爱的儿子阿布達拉寄居在马林斯派克大厅。
- （Abdullah）

卡利斯骄纵过度的儿子，任性而经常制造各种恶作剧比如在雪茄中混入鞭炮，总是能得到父亲的赞许和佣人护卫的保护，因此愈加无法无天。故事后期于马林斯派克大厅借宿时将主要捉弄对象转移到哈達克船长和内斯特身上。
- 卡茨（Cutts the Butcher）

马林斯派克当地肉店的老板，但是所有从马林斯派克拨出的电话号码几乎都会首先误接进他的肉店，尤其以阿道克船长拨的电话中比例为高。同时，拨往肉店的电话也常常误接进马林斯派克。
- 亞倫（Allan Thompson）

第二大反派角色，大陸譯本譯作阿蘭，英文版翻译为了避免其姓氏与侦探兄弟（汤姆森和汤普森）的姓氏混淆，直接称呼其名字而省略掉他的姓氏。最初出现于《法老的雪茄》，并于《红海鲨鱼》中再次登场。在《红钳螃蟹贩毒集团》中，他是哈達克船长手下的大副，但是利用船长对其的信任以及屡屡喝醉的机会实际掌握了整艘船并从事贩毒活动。后来成为了拉斯泰波波羅斯的主要手下之一，从事贩毒／贩运黑奴等各种犯罪活动。他的结局与拉斯泰波波罗斯相同，被带入不明飞行物而失踪。
- 舒特 （Szut）

大陸譯本曾譯爲祖特或马德。愛沙尼亞人，是名獨眼飛行員，在《紅海黑幕》中與丁丁、哈達克結成好友，原本奉命駕蚊式戰機攻擊丁丁和哈達克船長的船，飛機被丁丁擊下之後為丁丁和哈達克所救，三人和米魯從此一同在海上漂流。亞倫曾脅迫他，但他堅決不服從其命令，因此挨揍。在亞倫等人棄船後，他幫忙修復發報器，並協助船長掌舵。在《714航班》中，舒特已成為大富翁卡達斯（Laszlo Carreidas）私人飛機的正駕駛，與另一名僕人同是機組員及卡達斯僕人中，唯二不是拉普洛斯同夥的人，與丁丁一行人在印度附近小島遇險。
由於舒特的名字法文發音近似法文語助詞「zut」，即「見鬼去吧」，所以當舒特告訴丁丁和哈達克他的名字時，哈達克一度以為他在罵人。
- 平野松成（Hirano Matsunari）

大陸譯本曾譯爲三平渡。來自日本的間諜、鸦片贩子。在《藍蓮花》中接到命令要殺死丁丁，但不成功，后剖腹自杀。

## 故事列表
丁丁系列從法语被翻译为几十国语言，但各个语言版本并不保证全部引进了系列中的所有故事。比如在中国大陆，由於政治因素，《丁丁在苏联》就至今没有被正式翻译过（但有民间爱好者翻译版本）。另外在台灣，時報版《丁丁歷險記》因成本問題只譯了八冊。

### 漫画
| 中文名（其他譯名）                                              | 法文名                       | 英文名                            | 创作年份 | 备注                           |
| --------------------------------------------------------------- | ---------------------------- | --------------------------------- | -------- | ------------------------------ |
| 丁丁在苏联                                                      | Tintin au pays des Soviets   | Tintin in the Land of the Soviets | 1929年   | 黑白漫画，尚未在陸港台翻譯出版 |
| 丁丁在剛果                                                      | Tintin au Congo              | Tintin in Congo                   | 1930年   |                                |
| 丁丁在美洲                                                      | Tintin en Amérique           | Tintin in America                 | 1931年   |                                |
| 法老的雪茄（《奇怪的雪茄》）                                    | Les cigares du Pharaon       | Cigars of the Pharaoh             | 1932年   |                                |
| 蓝莲花                                                          | Le lotus bleu                | The Blue Lotus                    | 1934年   |                                |
| 破損的耳朵（《破耳朵的故事》）                                  | L'Oreille cassée             | The Broken Ear                    | 1935年   |                                |
| 黑島                                                            | L'Île noire                  | The Black Island                  | 1937年   |                                |
| 奧托卡王的權杖                                                  | Le sceptre d'Ottokar         | King Ottokar's Sceptre            | 1938年   |                                |
| 金螯蟹（大陸中国文联出版公司《红钳螃蟹贩毒集团破获记》）        | Le crabe aux pinces d'or     | The Crab with the Golden Claws    | 1940年   |                                |
| 神秘的流星（《神秘的星星》）                                    | L'étoile mystérieuse         | The Shooting Star                 | 1941年   |                                |
| 獨角獸號的秘密（台灣中國時報《紅海盜的寶藏1》）                 | Le Secret de la Licorne      | The Secret of the Unicorn         | 1942年   |                                |
| 紅海盜的寶藏（台灣中國時報《紅海盜的寶藏2》、大陸《海盜失寶》） | Le trésor de Rackam le Rouge | Red Rackham's Treasure            | 1943年   |                                |
| 七個水晶球                                                      | Les sept boules de cristal   | The Seven Crystal Balls           | 1943年   |                                |
| 太阳神的囚徒                                                    | Le temple du Soleil          | Prisoners of the Sun              | 1944年   |                                |
| 黑金之國（《在黑金之国》）                                      | Tintin au pays de l'or noir  | Land of Black Gold                | 1949年   |                                |
| 奔向月球                                                        | Objectif Lune                | Destination Moon                  | 1950年   |                                |
| 月球探险                                                        | On a marché sur la Lune      | Explorers on the Moon             | 1952年   |                                |
| 向日葵教授绑架案（台灣中國時報《涂納思事件》）                        | L'affaire Tournesol          | The Calculus Affair               | 1954年   |                                |
| 紅海黑幕                                                        | Coke en stock                | The Red Sea Sharks                | 1956年   |                                |
| 丁丁在西藏（《神秘的雪人》）                                    | Tintin au Tibet              | Tintin in Tibet                   | 1958年   |                                |
| 綠寶石失竊案                                                    | Les Bijoux de la Castafiore  | The Castafiore Emerald            | 1963年   |                                |
| 714航班（台灣中國時報《714航次往雪梨》）                        | Vol 714 pour Sydney          | Flight 714                        | 1968年   |                                |
| 丁丁和叢林戰士                                                  | Tintin et les Picaros        | Tintin and the Picaros            | 1975年   |                                |
| 丁丁與字母藝術                                                  | Tintin et l'Alph-Art         | Tintin and Alpha-Art              | 1986年   | 未完成作品                     |

### 电影及其它
| 中文名                      | 法文名                                            | 英文名                                          | 创作年份     | 备注                            |
| --------------------------- | ------------------------------------------------- | ----------------------------------------------- | ------------ | ------------------------------- |
| 丁丁和金羊毛                | Tintin et la Toison d'Or                          | Tintin and the Golden Fleece                    | 1960年       | 电影                            |
| 丁丁和蓝橘                  | Tintin et les Oranges Bleues                      | Tintin and the Blue Oranges                     | 1964年       | 电影                            |
| 丁丁和太陽神廟              | Tintin et le Temple du Soleil                     | Tintin and the Temple of the Sun                | 1969年       | 动画片                          |
| 丁丁在鲨鱼湖                | Tintin et le Lac aux Requins                      | Tintin and the Lake of Sharks                   | 1972年       | 动画片                          |
| 永远的丁丁                  |                                                   |                                                 |              | 《丁丁历险记》创作历程          |
| 丁丁历险记：独角兽号的秘密  | Les Aventures de Tintin : Le Secret de La Licorne | The Adventures of Tintin:The secrets of Unicorn | 2011年       | 「丁丁電影三部曲」第一部動畫片  |
| 丁丁歷險記2：太陽神廟的囚徒 | Adventures of Tintin：Prisoners of the Sun        | The Adventures of Tintin 2                      | 時間尚未確定 | 「丁丁電影三部曲」第二部 動畫片 |
| 丁丁歷險記3                 | Les Aventures de Tintin 3                         | The Adventures of Tintin 3                      | 時間尚未確定 | 「丁丁電影三部曲」完結篇 動畫片 |

### 遊戲
- 任天堂 超任SFC主機 Tin Tin in Tibet (E)_丁丁西藏冒險 (歐版)
- 任天堂 超任SFC主機 Tin Tin 2 (E)_丁丁歷險記2代 (歐版)
- 任天堂 Game Boy (GBC掌機) TinTin Le Temple du Soleil French TinTin Le 丁丁神殿
- 世嘉 GameGear (GG掌機) Tintin au Tibet (E) 丁丁歷險記

## 影響
艾爾吉被公認為二十世紀的重要漫畫家之一。1960年代初，前法國總統戴高樂在記者會上回應記者詢問「請問晚上在床頭放著什麼書？」，戴高樂回答「Tintin」。这也為《丁丁歷險記》作了很好的宣傳。

## 外部連結
- 官方网站
- Tintinologist.org （页面存档备份，存于）, the oldest and largest English-language Tintin fan site
- The History of the Newspaper Le Vingtième Siècle （页面存档备份，存于）, the newspaper where Tintin first appeared